# Pratap Malla
Pratap Malla (1624-74 n. št.), rodbina Malla indijske podceline, današnjega Nepala, je bil deveti kralj Kantipurja (vladal 1641-74 n. št.) po razdelitvi Katmandujske doline v tri kraljestva. Poskušal je združiti dolino z osvajanjem Lalitpurja in Bhaktapurja, vendar ni uspel. Bil je uspešen pri razširitvi in varovanju meja Kantipurja in bil odgovoren za monopol nad trgovanjem s Tibetom. Tako dobljena blaginja je bila pogoj za izgradnjo večine stavb okrog Katmandujskega kraljevega trga (trg Durbar) v času njegovega vladanja. Njegova vladavina velja za kulturno in gospodarsko vrhunec rodbine Malla.
Pred palačo na trgu stoji na stebru kip Pratapa Malla. Njegovo podobo je mogoče videti tudi v niši nad vrati palače Hanuman Dhoka. V niši nad vrati je Krišna v svojem divjem tantričnem vidiku, ki ga obkrožajo bolj nežni, ljubeči Krišne, obkroženi z gopinis (kravjimi dekleti) in kralj Pratap Malla, ki igra lutnjo in kraljica.

## Življenje
Rodil se je materi iz ljudstva Maithali in očetu Lalašmi Narasinha Malla. Ko je bil oče še živ, je imel Pratap Malla izkušnje z administracijo. Očeta je zaprl na podlagi norosti in sedel na prestol leta 1641. Bil je zelo ambiciozen kralj.

### Poroka in otroci
Pratap Malla je bil poročen z maithalsko damo iz južnega Nepala. Nekateri sodobni zgodovinarji so mu pripisali, da je nemoralen in je vzdrževal harem. Trdil je tudi, da je posilil deviško dekle, zaradi česar je umrla. Pravijo, da se je Pratap Malla za tako dejanje pokesal tako zelo, da se je želel osvoboditi svojih grehov in se je o tem posvetoval s pametnimi in učenimi moškimi. Na njihov predlog je postavil na stotine lingov v Pašupatiju in namestil svoj kip s svojima dvema kraljicama. Opravil je tudi Koti Hom, stehtal zlato na eni strani in sebe na drugi in ga dal v dobrodelne namene. Da bi obeležil to priložnost, je na južnih vratih Pašupatija dvignil tudi steber in vzpostavil travno površino v bližini tega območja.
Pratap Malla je imel pet sinov: Bhupendra Malla, Chakrabartendra, Nripendra, Mahipatendra in Parthibendra. Želel je, da imajo njegovi sinovi izkušnje z upravljanjem države še v času njegovega življenja. S tem namenom je odredil, da bodo vladali v državi eno leto. Na žalost je njegov drugi sin Chakrabartendra Malla umrl dan po tem, ko je prevzel upravljanje države.

### Odnos z Lalitpurkem in Bhaktapurjem
Pogosto se je boril z Lalitpurjem in Bhaktapurjem, da bi ju priključil svojemu kraljestvu, vendar mu ni uspelo. Poskušal je spreti kralje Lalitpurja in Bhaktapurja med sabo. Včasih se je postavil na stran Bhaktapurja in Lalitpurju grozil in obratno. Njegov glavni cilj je bil pripeljati Lalitpur v Katmandu. Toda njegov cilj ni bil izpolnjen, saj je kralj Lalitpurja imel za svojega zaveznika kralja Gurkov, Ram Shaha. Poleg tega je bil Shree Nivas, sin Siddhija Nara Singha, ni bil nič manj podrejen Pratapu Malli v pogumu in diplomaciji. Leta 1634, ko se je Siddhi Nara Singha Malla ukvarjal z izvajanjem Koti Hom, je Pratap Malla izkoristil priložnost, presenetljivo napadel Patan in osvojil nekaj strateško pomembnih mest. Dambar Shah, sin Ram Shaha, je prišel z vojsko, da bi pomagal Siddhi Nara Singh Malli, toda njegovi vojaki so bili potisnjeni in razoroženi. Pratap Malla je storil veliko težav Narendri Malli, kralju Bhaktapurja. Narendra Malla mu je poklonil slone. Kasneje se je spet pridružil Shree Niwas Malla in oblegal Bhaktapur. Oplenil je Bhaktapur in odnesel veliko dragocenosti. Ko je Lalitpur stopil na stran Bhaktapurja, je Pratap Malla z Bhaktapurjem podpisal pogodbo.

### Podpornik umetnosti in literature
Pratap Malla je bil ljubitelj literature. Sam je bil pesnik. Sam si je dal naslov "Kavindra", 'kralj pesnikov'. Bil je strpen do vseh religij. Bil je darežljiv pri gradnji templjev. Ob svoji palači je postavil podobo Hanuman. Od takrat se palača imenuje Hanuman Dhoka. Poleg tega je zgradil tempelj Krišne s podobo Kala Bhairava pred Hanuman Dhoko in tempelj Guheshwari. Templju Pašupatinat je daroval zlat dežnik. Imel je veliko spoštovanje do budizma. Uvedel je Seto Machchhindranath Jatra.

### Smrt
Pratap Malla je umrl nenadne smrti. Medtem ko je gledal verski ples Harisiddhija, je padel v nezavest in umrl. Po tem, ko je vladal 33 let, je umrl leta 1674. V času svoje vladavine triintrideset let (1641 do 1674) je bil mir in blaginja doma in nobene nevarnosti od zunaj. Trgovina z Indijo in Kitajsko je uspevala. Umetnost in literatura sta cveteli. Kralji Bhaktapurja, Lalitpurja in drugih sosednjih kraljestev se niso upali napadati Kantipurja. Tako kot je muslimanska kultura dosegla svoj vrh v času Shah Jahana, je tudi nepalska kultura v času Pratapa Malla dosegla svoj vrh.

## Odnos s Tibetom
16. in 17. stoletje sta bila ključni obdobji v odnosih med Nepalom in Tibetom. Do leta 1600 je bil Tibet v blizu kaosu zaradi boja med tekmujočimi budističnimi sektami in bolj osnovnim regionalnim konfliktom med dvema osrednjima tibetanskima provincama, katerih politični središči sta bili Lasa in Shigatse. Močna figura 5. dalajlame, vodja gelugpske (rumene) sekte tibetanskega budizma, je postopoma pridobila nadzor, duhovni in časovni, nad Tibetom v prvi polovici 17. stoletja, z dragoceno pomočjo Khoshote Mongolov.
V tem kritičnem obdobju sta dva ambiciozna kralja, Ram Shah Gurk (1606–33) in Pratap Malla iz Kantipurja izkoristila tibetansko šibkost, da bi prevzela nadzor nad vitalnimi območji mejnih prehodov, skozi katera je potekala večina trans-himalajske trgovine. Ram Shahovi vdori v Tibet so se zgodili proti koncu njegove vladavine, verjetno od 1625 do 1630, potem ko je osvojil ozemlje med Gurki in okrožjem Kirong v Tibetu. Poražena je bila prva napadalna sila Gurkov, odrezane glave obeh poveljnikov pa so bile poslane Panchen Lami v Shigatse. Ram Shah je pripeljal še eno vojsko v Kerongovo območje, premagal Tibetance v Khinchogu in napredoval do Kukurghata. S Tibetanci je dosegel dogovor, po katerem je bila meja med Gurki in Tibetom v Kukurghatu, kar jr Ram Shahu omogočalo nadzor nad glavnim kanalom komunikacije med Nepalom in Tibetom.
To je predstavljalo resen problem za trgovsko skupnost v Katmanduju, ki je običajno uporabljala pot skozi Kirong v svoji trgovini s Tibetom. Pratap Malla se je odločil, da se ne bo neposredno boril z vladarjem Gurkov za nadzor nad Kerongom, temveč je namesto tega hotel pod svojo oblast pripeljati drugo večjo trgovsko pot preko Kuti. Vojska, ki jo je vodil njegov brat Bhim Malla, je bila poslana v Kuti v 1630-ih in spet v obdobju med 1645 in 1650. Ob drugi priložnosti je Bhim Malla prekoračil obmejno območje in se premaknil nekaj kilometrov do Shigatseja, preden se je srečal. poslanci dalajlame, s katerimi so se pogajali o mirovnem sporazumu.
Pogoji te pogodbe so bili na kratko:
1. Katmanduju je bila dodeljena skupna oblast s Tibetom nad mejnimi mesti Kuti in Kerong.
2. Nevarski trgovski skupnosti v dolini Katmanduja je bilo dovoljeno, da ustanovi 32 trgovskih hiš v Lasi.
3. Sodišču v Katmanduju je bila dana možnost, da v Laso napoti zastopnika (Nayo).
4. Tibet se je strinjal, da ne bo naložil nobenih dajatev ali carin nevarskim trgovcem, ki so se ukvarjali s trgovino s Tibetom.
5. Tibet je obljubil, da bo Katmanduju vsako leto plačal z zlatom in srebrom.
6. Dogovorjeno je bilo, da bo Nepal koval kovance za Tibet; Tibet bi te kovance uporabljal interno in bi zagotovil srebro, potrebno za kovanje ali pa bi plačal za nepalske kovance z zlatom.
7. Tibet se je strinjal, da bo vsa trgovina z Indijo, čeprav jo izvajajo drugi trgovci, ki niso Nevarci, usmerjena prek doline Katmandu prednostno do poti proti vzhodu (tj. Preko Sikkima, Butana ali Towanga).

Zahvaljujoč pogodbi so trgovci v Katmandujski dolini pridobili monopol nad donosno trgovino med Indijo in Tibetom, prav tako pa tudi pravico, da svoje poslovne dejavnosti razširijo v Laso. Kralj Katmanduja je imel prav tako precej koristi od postopka, v katerem je za tibetansko vlado koval kovance, ker je odštel določen odstotek srebra, ki ga je zagotovila Lasa, kot svojo pristojbino za to storitev. Ti nepalski kovanci, imenovani "Mahendramalli", so bili več kot stoletje edina valuta v obtoku po vsem Tibetu.

## Evropski obiskovalci
Leta 1661 je Pratap Malla, takratni kralj Katmanduja, sprejel Alberta d'Orvilla in Johanna Grueberja - Belgijca in Avstrijca z odprtimi rokami. Obiskala sta Katmandu iz kitajskega observatorija v Pekingu preko Lase in iskala kopensko pot v Indijo. Odobril jima je dovoljenje za pridiganje nove veroizpovedi, vendar brez čakanja na dovoljenje za stalno bivanje, sta odšla v Agro, sedež Tibet-hindustanske misije v Indiji. Ugotovila sta, da je zemljepisna širina Katmanduja 27 "5", kar je nižje za 37 ", dejanska širina pa je 27" 42 ".
V China Illustrata Athanasiusa Kircherja, kjer je opisano njuno potovanje, je prvi opis Nepala dan Evropejcem. Kljub dobri gostoljubnosti, ki jo je pokazal kralj, se v knjigi pojavlja naslednja neprijazna slika Nepala med vladanjem Pratapa Malla:
Iz Nestija je šest dni potovanja v Cadmendu, glavno mesto kraljestva Necbal, ki leži na 27 º 5 ' severno. Tukaj živi močan, toda poganski kralj, ki ni neprimeren za krščansko pravo ... Mesta tega kraljestva so Cuthi in Nesti. Običaj tega plemena je, ko pijejo ženske, da drugi moški ali ženske trikrat pijejo čaj ali vino za prvo žensko. Med pitjem fiksirajo tri kose masla na rob skodelice. Kasneje so to maslo pritrdili na čelo. Tu imajo še en običaj, strašen v svojem barbarstvu. Ko so bolni ljudje blizu smrti in ni upanja za njihovo okrevanje, jih vržejo iz hiše v jarke polja, polnega trupel. Tam, ko so izpostavljeni vsem naravnim poškodbam, ti umrejo brez kakršnih koli dejanj predanosti ali žalovanja. Po umiranju jih pustijo ujedam, volkovom, psom in drugim bitjem. Prepričajo se, da je to edino veličasten spomenik umrlim, da dobijo grob v želodcih živih živali. Ženske teh kraljestev so tako grde, da se zdijo bolj hudiči kot ljudje. Iz verskih razlogov se nikoli ne umijejo z vodo, ampak samo s popolnoma žarkim oljem. Še več, poleg izdihovanja nevzdržnega smradu, so tako obarvani z oljem, da bi jih imenovali duhovi in ne ljudje.

Kralj je pokazal izrazito prijaznost do očetov, zlasti zaradi teleskopa, za katerega še ni slišal in zaradi drugih znanstvenih instrumentov, ki sta mu jih pokazala. Pravzaprav je bil tako navdušen nad temi stvarmi, da se je odločil obdržati očete in jima ne bi bilo dovoljeno oditi, če ne bi obljubila, da se bosta vrnila. Če bi to storila, je obljubil, da bo tam zgradil hišo za njuno uporabo in misijonsko delo našega reda in zagotovil dovolj dohodka. Prav tako je dal popolno dovoljenje za uvedbo Kristusovega zakona v njegovo kraljestvo.

## Zapuščina

### Tempelj Krišne (Chyasin Dega)
Osmerokotni tempelj Krišne je Pratap Malla zgradil leta 1648-49, bodisi kot odziv na nasprotnika Siddhinarshingh Mallovega Krišna templja v Patanu ali kot versko tolažbo za njegov neuspeh, da bi osvojil to mesto ali v spomin na njegovi dve ženi ali kombinacijo vsega. Tridelna tradicionalna zgradba je podprta s kamnitimi stebri po obodu podnožja. Podobo Krišne v templju spremljata njegovi dve ženi, Satyabhama in Rukmani, kar vse v skladu s sanskrtskim napisom namerno spominja na Pratap Mallo in njegovi dve kraljici. V notranjosti so podobe Krišne in dveh boginj, ki sta po sanskrtskem napisu oblikovana po vzoru kralja in njegovih dveh žena.

### Pratap Mallaov steber
Nasproti templja Krišne stoji na rahlo dvignjenem podstavku pred Hanuman Dhoka kvadratni kamniti steber, znan kot Pratap Dhvaja. Na vrhu je kip kralja Pratapa Malla, ki sedi z zloženimi rokami in obkrožen z dvema ženskama in njegovimi petimi (vključno z otrokom) sinovi. Gleda na svojo zasebno sobo za molitve v tretjem nadstropju templja Degutaleju. Steber je leta 1670 postavil Pratap Malla in to pred podobnimi stebri v Patanu in Bhaktapurju.

### Kip Kal Bhairab
Severno od templja Jagannath stoji figura Kala Bhairaba. Bhairab je Šiva v svoji najstrašnejši podobi in ta ogromna kamnita podoba strašne Kala Bhairab ima šest rok, nosi venec lobanj in potiska truplo, ki simbolizira človeško nevednost. To figuro naj bi Pratap Malla prinesel na sedanje mesto, saj je bila najdena na polju severno od mesta. Podoba je bila prvotno izrezana iz enega samega kamna, od takrat pa je bil popravljen zgornji levi del. Rečeno je, da bo govorjenje laži, medtem ko stojiš pred Kala Bhairabom, prineslo takojšnjo smrt in nekoč je bila uporabljena kot oblika sojenja s preizkušnjo.

### Kamniti napisi
Na zunanji strani bele stene Katmandujskega kraljevega trga, nasproti templja Višnuja, je dolg nizek kamnit napis boginji Kaliki, napisan v petnajstih različnih jezikih, vključno z evropskimi jeziki. Pratap Malla, ki je bil znan po svojih jezikovnih sposobnostih, je ta napis napisal 14. januarja 1664. Legenda pravi, da bo mleko teklo iz žleba na sredino, če bo nekdo lahko dešifriral vseh petnajst jezikov.
Poročilo o steni in napisu je podal Fr. Giuseppe, ki je pisal ob koncu 18. stoletja:
V steni kraljeve palače v Katmanduju, ki je zgrajena na dvorišču pred palačo, je velik kamen iz enega kosa, ki je dolg približno petnajst čevljev in debel štiri ali pet čevljev: na vrhu tega velikega kamen so štiri kvadratne luknje na enakih razdaljah. V notranjost stene nalijejo vodo v luknje, v dvorišču, kjer ima vsaka luknja zaprt kanal, lahko vsaka oseba potegne vodo za pitje. Ob vznožju kamna je velika lestev, po kateri se ljudje povzpnejo do pijače; toda radovednost kamna je v tem, da je precej prekrit z znaki različnih jezikov, ki so na njem izrezani. Nekatere vrstice vsebujejo znake jezika države, drugi znaki Tibeta, eni Perzija, Grčije, poleg nekaterih drugih različnih narodov; na sredini pa je vrstica rimskih znakov, ki se v tej obliki pojavi AVTOMNE WINTER LHIVERT. Nobeden od prebivalcev nima nobenega znanja o tem, kako so prišli tja, niti ne vedo ali je bil kdaj koli nekdo v Nepalu pred misijonarji, ki so tja prispeli šele na začetku tega stoletja. Očitno sta dve francoski imeni letnih časov, med njimi je angleška beseda.
Tu sta dve francoski imeni sezon AVTOMNE = jesen in LHIVERT = zima

### Rani Pokhari
Rani Pokhari leži v središču Katmanduja, približno petnajst minut hoje od Kraljevega trga. Rani Pokhari, kar pomeni 'kraljičin ribnik', je umetni kvadratni ribnik s Šivinim templjem v sredini. Rani je bila kraljica Pratapa Malla, ki je leta 1667 naročila njegovo gradnjo v spomin na njunega sina, Chakravatendra Mallo, ki je po očetovi opustitvi v korist štirih sinov, od katerih bi vsak vladal eno leto, umrl drugi dan njegove vladavine, očitno, da ga je pretepel slon.
Voda, s katero je bil ribnik prvotno napolnjen, je bila vzeta iz enainpetdesetih svetih rek po Nepalu in Indiji, s čimer je bila zagotovljena njegova svetost. Tempelj sredi ribnika ima kupolasto streho, ki spominja na klasično indijsko mogulsko arhitekturo in ima bakren zvonik. Glavna podoba je Šivin lingam, pa tudi druga božanstva. Štiri majhna svetišča na vsakem vogalu vsebujejo podobe Bhirab, Harišankar, Šakti in Tarkešvari. Na južnem bregu je kip slona s tremi potniki na hrbtu, za katerega so mislili, da so trije moški iz družine Pratap Malla, medtem ko je četrta oseba v prtljažniku.
Z Rani Pokhari so se z leti povezovali različne mite in legende. Pravijo, da ga preganjajo duhovi, vključno z enim posebej zapeljivim ženskim spektrom, ki je uspel razburiti celo velikega Pratapa Malla.
Ribnik je ograjen z železnimi palicami, očitno za preprečevanje samomora z utapljanjem in se odpre enkrat na leto v času Bhaitike, petega in zadnjega dne Tiharja.

### Gai Jatra
Ko je kralj Pratap Malla izgubil sina, je njegova žena, kraljica, ostala obupana. Kralj je bil zelo žalosten, ko je videl stanje svoje ljubljene kraljice. Kljub naporom ni mogel ublažiti žalosti svoje žene. Obupno si je želel videti nasmeh na ustnicah, zato je napovedal, da bo vsak, ki bo nasmejal kraljico, ustrezno nagrajen. Med festivalom Gai Jatre je bila kravja procesija pripeljana pred prizadeto kraljico. Nato so se udeleženci začeli zasmehovati pomembne ljudi v družbi. Nazadnje, ko so bile družbene krivice in druga zla osvetljene in neusmiljeno napadena, kraljica ni mogla pomagati in se je nasmehnila. Kraljica se je zasmejala in kralj je ustanovil tradicijo, ki vključuje šale, satiro, posmeh in čarovniško praznovanje v praznovanje Gai Jatre. Po tradiciji vsaka družina, ki je v preteklem letu izgubila sorodnika, sodeluje v procesiji po ulicah, ki vodijo kravo. Če krava ni na voljo, se zamenja mlad fant, oblečen kot krava.

### Swayambhunath
Leta 1614 je Zhamarpa VI. dopolnil in obnovil kompleks Swayambhunath med vladanjem Pratapa Malla. Dostop iz Katmanduja je bil izboljšan z izgradnjo dolgega stopnišča in mostu čez Vishnumati. Na dnu 400 kamnitih stopnic so tri poslikane podobe, ki simbolizirajo Tri dragocene dragulje budizma, ki so jih postavili Pratap Malla in njegov sin Lakshmandra Singh Malla.
Pratap Malla je postavil tudi veliko vajro, ki je bila postavljena pred stupo. Ob vajri je dodal še dva bela šikar templja, znana kot Anantapur (jugovzhod) in Pratapur (severovzhod), ki sta bila zgrajena leta 1646, da bi zaščitila božanstvi Bhairab in Bhairabi.